# نيول
نيول (بالفرنسية: Néoules)‏ هي بلدية في إقليم فار في منطقة ألب كوت دازور جنوب شرق فرنسا.